# Будэй (Яловенский район)
Будэй (рум. Budăi) — село в Яловенском районе Молдавии. Наряду с сёлами Ципала и Бэлцаць входит в состав коммуны Ципала.

## География
Село расположено на высоте 92 метра над уровнем моря.

## Население
По данным переписи населения 2004 года, в селе Будэй проживает 244 человека (123 мужчины, 121 женщина).
Этнический состав села:
| Национальность | Число жителей | Процентный состав |
| -------------- | ------------- | ----------------- |
| молдаване      | 244           | 100,0             |
| Всего          | 244           | 100 %             |